# Walter Lichtschlag
Walter Lichtschlag (* 5. Oktober 1889 in Osnabrück; † 1969) war ein deutscher Arzt und SS-Führer.

## Leben und Wirken
Lichtschlag war ein jüngerer Bruder des Freikorpsführers Otto Lichtschlag. Nach dem Schulbesuch studierte er Medizin an den Universitäten Würzburg, Marburg, Freiburg, Kiel und Breslau. Am Ersten Weltkrieg nahm Lichtschlag mit dem Feldartillerieregiment 7 als Sanitäter teil.
Im Jahr 1919 promovierte Lichtschlag mit einer Arbeit über den Narbencarcinom zum Dr. med. Anschließend ließ er sich als Chirurg in Breslau nieder. Zur selben Zeit heiratete er die Ärztin Hildegard Feyerabend (* 3. April 1889 in Görlitz). Aus der Ehe gingen zwei Kinder hervor.
Zum 1. Juni 1931 trat Lichtschlag in die NSDAP (Mitgliedsnummer 566.222) und in die SS ein (SS-Nummer 18.332). Nach seiner Beförderung zum SS-Untersturmführer übernahm er am 16. Dezember 1931 im SS-Sanitätsdienst die Funktion eines Sturmbannarztes im Sturmbann I/16, bevor er am 9. November 1932 zum SS-Abschnittsarzt II ernannt wurde. Zum 4. Juli 1934 wurde er zum SS-Standartenführer befördert. Am 15. Februar 1936 wurde Lichtschlag schließlich zum SS-Oberabschnittsarzt Südost, und damit zum obersten SS-Arzt in Schlesien, ernannt.
Den Höhepunkt seiner SS-Karriere erreichte Lichtschlag – der auch Inhaber des SS-Totenkopfringes, des Ehrendegens und des Julleuchters war – am 20. April 1937 mit der Beförderung zum SS-Oberführer.
Am Zweiten Weltkrieg nahm Lichtschlag als Reservearzt teil, zuletzt, seit dem 1. Dezember 1942 als Oberfeldarzt der Reserve. Im Krieg wurde er mit der Spange zum Eisernen Kreuz II. Klasse (25. Oktober 1939), dem Kriegsverdienstkreuz 1. Klasse mit Schwertern (20. November 1941) und der Medaille zur Winterschlacht im Osten (6. August 1942) ausgezeichnet.

## Beförderungen
- 16. Dezember 1931: SS-Untersturmführer
- 19. Dezember 1931: SS-Hauptsturmführer
- 9. November 1933: SS-Sturmbannführer
- 28. April 1934: SS-Obersturmbannführer
- 4. Juli 1934: SS-Standartenführer
- 20. April 1937: SS-Oberführer

## Schriften
- Der Narbencarcinom. Aus der Chirurgischen Universitätsklinik Breslau. 1919. (Dissertation)